# 吳泰 (成化壬辰進士)
吳泰（1442年—？），字昌期，應天府江浦縣人，民籍。明朝政治人物。進士出身。

## 生平
應天府鄉試第一百一十三名。成化八年（1472年）壬辰科會試第二百二十九名，殿試登進士第三甲第六十六名。授知县，十五年正月擢都察院理刑，三月授試監察御史，十六年六月實授浙江道御史，後出任江西撫州府知府。弘治十二年（1499年）三月升福建都转运盐使司运使，十七年十二月考察以才力不及降调。

## 家族
曾祖父吳彥真。祖父吳嗣衡。父亲吳通。